# Albertosaurus
Albertosaurus is een geslacht van uitgestorven vleesetende theropode dinosauriërs, behorend tot de groep van de Tyrannosauroidea, dat tijdens het Laat-Krijt, ongeveer 69 miljoen jaar geleden, leefde in het gebied van het huidige Noord-Amerika.
Het eerste fossiel van Albertosaurus werd in 1884 gevonden in Canada. Het geslacht kreeg in 1905 zijn naam, die 'Sauriër uit Alberta' betekent, toen de typesoort Albertosaurus sarcophagus benoemd werd. Daarna zouden nog negen andere soorten binnen het geslacht benoemd worden, maar bij de meeste daarvan wordt tegenwoordig begrepen dat het om heel andere dinosauriërs gaat. Sommige geleerden vinden echter dat Gorgosaurus een tweede soort van Albertosaurus is: A. libratus. Van Albertosaurus sarcophagus is een dozijn belangrijke exemplaren bekend. De meeste daarvan zijn niet erg compleet. Vooral wat de schedel betreft, hebben de paleontologen weinig geluk gehad. Driemaal is een volledige schedel gevonden die bij het bergen zwaar beschadigd raakte. Wel is op één plek een grote opeenhoping van botten van Albertosaurus opgegraven van een dertigtal dieren die bij een overstroming verdronken zijn. Door alle vondsten te combineren kregen de wetenschappers toch een redelijk volledig beeld van de bouw van de soort.
Albertosaurus sarcophagus was een grote roofsauriër die tot negen meter lang kon worden en ruim twee ton zwaar. Zijn horizontale romp werd in evenwicht gehouden door de staart. De voorpoten waren heel klein met twee vingers maar de achterpoten juist uitzonderlijk lang. Albertosaurus was zo ondanks zijn omvang nog een van de snelste en meest lichtgebouwde soorten onder zijn directe verwanten, de Tyrannosauridae. Hij kon hard rennen om op plantenetende Hadrosauridae te jagen. Misschien vormden de bij elkaar gevonden dieren een jachtgroep die in staat was ook grote gehoornde Ceratopia aan te vallen. Albertosaurus kon die uitschakelen met enkele krachtige beten van zijn grote kop die uitgerust was met lange tanden. 

## Vondst en naamgeving

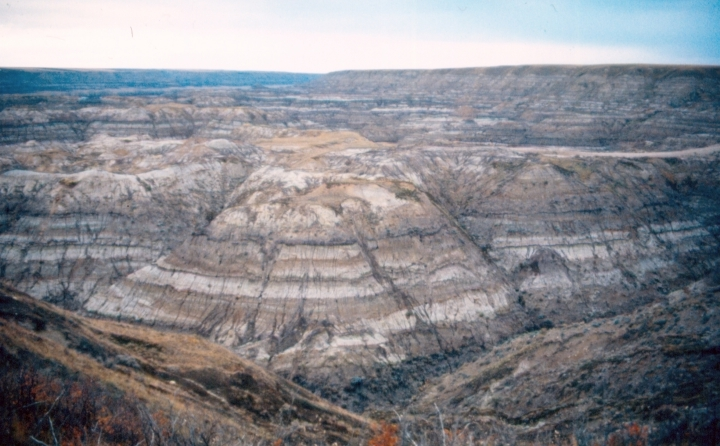
De lagen van de Horshoe Canyon Formation

In de zomer van 1884 voerde geoloog Joseph Burr Tyrrell in opdracht van de Geological Survey of Canada een expeditie uit naar de Red Deer River met als hoofddoel de stratificatie van het gebied vast te leggen. Daarbij vond hij op 9 juni, op aanwijzing van twee indiaanse gidsen, een schedel van een grote theropode bij de Knee Hills Creek, de eerste complete dinosauriërschedel die in Canada werd opgegraven. De schedel was nog zeer gaaf, maar door een gebrek aan gespecialiseerde werktuigen raakte hij bij het bergen zwaar beschadigd: belangrijke delen versplinterden en gingen geheel verloren. In 1889 vond zijn collega Thomas Chesmer Weston op een nabijgelegen locatie een tweede fossiel. In 1892 werden beide vondsten door Edward Drinker Cope beschreven en toegewezen aan zijn Laelaps incrassatus. In 1903 en 1904 werden de fossielen meer gedetailleerd beschreven door Lawrence Morris Lambe. Bij deze gelegenheid werden ze in 1903 hernoemd: de naam Laelaps was namelijk al bezet door een mijt en was reeds in 1877 door Othniel Charles Marsh vervangen door Dryptosaurus. Cope had steeds geweigerd de nieuwe naam van zijn rivaal Marsh te aanvaarden, maar Lambe wees deze fossielen toe aan een Dryptosaurus incrassatus, een combinatie al in 1902 gebruikt door Oliver Perry Hay. Die soort echter was gebaseerd op niet verder te identificeren tyrannosauride tanden; toen er meer Tyrannosauridae bekend raakten, werd ze hierdoor een nutteloos nomen dubium. Toen Henry Fairfield Osborn daarom in 1905 Tyrannosaurus zelf benoemde, gaf hij meteen een nieuwe naam aan de Canadese vondsten: Albertosaurus sarcophagus. De geslachtsnaam verwijst naar de Canadese staat Alberta. De soortaanduiding is gelatiniseerd Oudgrieks σαρκοφάγος, sarkophagos, 'vleesetend'. Wie meent dat Dryptosaurus incrassatus géén nomen dubium maar wel identiek aan Albertosaurus sarcophagus is, en Albertosaurus een geldig geslacht acht, moet de nieuwe combinatie Albertosaurus incrassatus gebruiken; dat deed Friedrich von Huene in 1932, maar hij bleef een uitzondering.

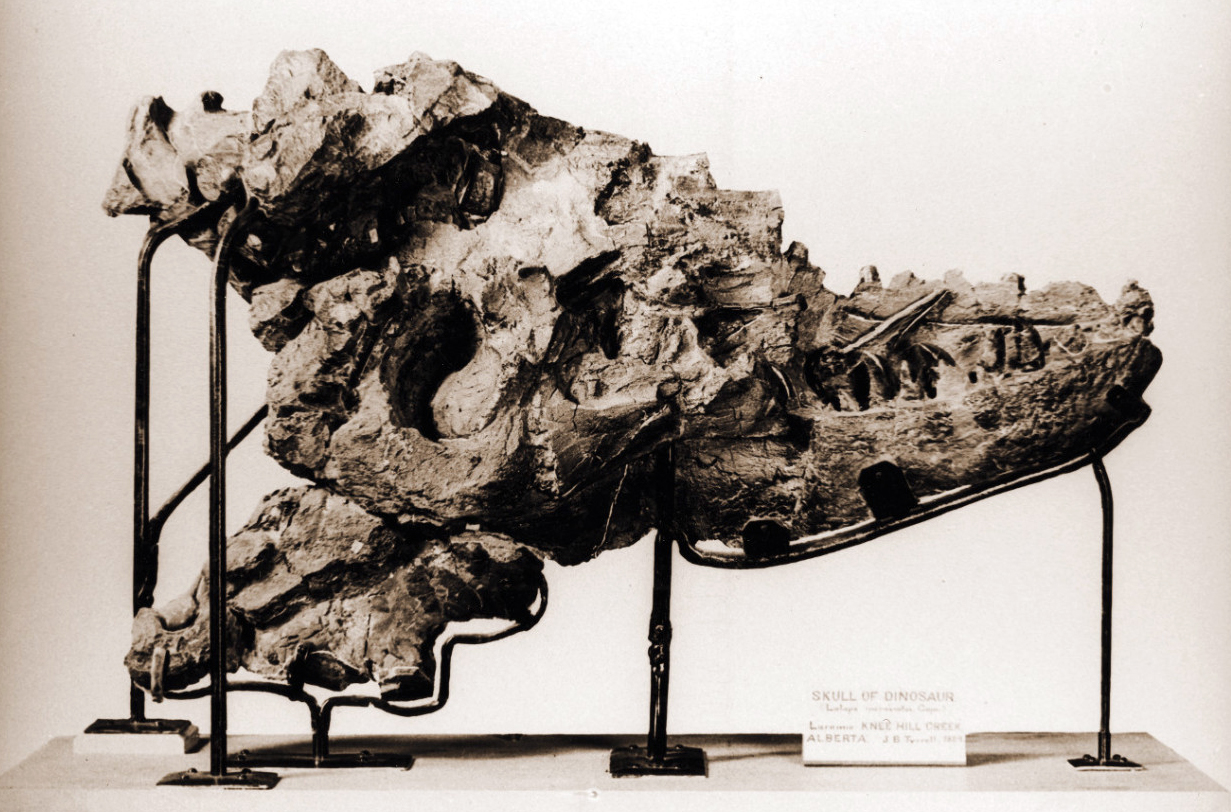
CMN 5600

Het holotype CMN 5600 is gevonden in de Bleriotafzetting van de Horshoe Canyon Formation welke laatste dateert uit het vroege Maastrichtien, ongeveer 70,4 tot 67 miljoen jaar oud. Het bestaat uit een gedeeltelijke schedel met onderkaken, het door Tyrrell gevonden exemplaar. Het door Weston opgegraven fossiel, specimen CMN 5601, werd door Osborn aangewezen als het paratype. Het stamt uit de wat jongere Tolmanafzetting van de Horshoe Canyon Formation en bestaat uit een zeer fragmentarisch skelet: de bovenkaaksbeenderen met eraan de jukbeenderen en ertussen een verhemelte, de onderkaken, wat wervels, een darmbeen en een onderste achterpoot. Doordat het holotype in zo'n slechte toestand verkeert, is er op het eind van de twintigste eeuw ernstige twijfel gerezen of de identiteit met het paratype wel bewezen kon worden en of het hele taxon wellicht geen nomen dubium was. Een studie van Thomas Carr uit 2010 wist echter één uniek afgeleid kenmerk, autapomorfie, vast te stellen dat door holotype, paratype en later gevonden schedelmateriaal gedeeld werd: een ronde opening in de achterste rand van het verhemeltebeen. Op grond daarvan kon hij tot de geldigheid van Albertosaurus concluderen.
Op 11 augustus 1910 vond Barnum Brown bij de Red Deer River een concentratie van  beenderen van Albertosaurus, maar groef die maar gedeeltelijk op. Op een tweede locatie vond hij in 1911 een gedeeltelijke schedel, specimen AMNH 5222. In 1922 hernoemde William Diller Matthew de soort tot een Deinodon sarcophagus, maar dat vond weinig navolging, ook niet door hemzelf. In 1928 benoemde William Arthur Parks een tweede soort: Albertosaurus arctunguis, de 'smalklauw', op basis van specimen ROM 807, in 1923 gevonden door Gus Lindblad en Ralph Hornell. Tegenwoordig wordt dit als een exemplaar van A. sarcophagus beschouwd. Het is nog steeds een van de meest complete skeletten die ooit van Albertosaurus gevonden zijn, maar mist de schedel en onderkaken. In 1939 werd deze soort door Oskar Kuhn tot een Deinodon arctunguis hernoemd; ook dit vond geen navolging. In 1930 benoemde Anatoli Nikolajewitsj Rjabinin een Albertosaurus pericolosus, 'de gevaarlijke', op grond van een enkele tand uit China die wellicht aan Tarbosaurus toebehoort.
In 1970 stelde Dale Russell dat de in oudere lagen gevonden Gorgosaurus tot Albertosaurus behoorde als een Albertosaurus libratus. Dit vond veel navolging. Omdat Gorgosaurus van aanzienlijk completere vondsten bekend is, gaat veel van wat in de wetenschappelijke literatuur en de populair-wetenschappelijke lectuur onder de noemer "Albertosaurus" staat in werkelijkheid over Gorgosaurus. Sinds een bespreking van dit probleem door Philip Currie uit 2003, spreken de meeste wetenschappers echter weer van Gorgosaurus. Russell hernoemde in 1970 meteen ook Gorgosaurus sternbergi in Albertosaurus sternbergi en Gorgosaurus lancensis in Albertosaurus lancensis; de eerste is een jonger synoniem van G. libratus, de tweede geldt tegenwoordig als een apart geslacht Nanotyrannus.
In 1988 benoemde Gregory S. Paul een Albertosaurus megagracilis op basis van specimen LACM 28345; tegenwoordig wordt dit beschouwd als een exemplaar van Tyrannosaurus. Paul hernoemde ook Alectrosaurus olseni Gilmore 1933 in een Albertosaurus olseni; dit vond geen navolging. In 1989 werd Gorgosaurus novojilovi Maleev 1955 door Bryn Mader en Robert Bradley hernoemd in een Albertosaurus novojilovi; tegenwoordig wordt dit gezien als een jong van Tarbosaurus.
Sinds 1910 zijn er niet veel skeletten van Albertosaurus ontdekt die relatief compleet waren. De meeste vondsten beperkten zich tot losse botten: tussen 1926 en 1972 werd er zelfs helemaal niets gevonden. Specimina die althans wat materiaal van zowel de schedel als de postcrania, de delen achter de schedel, omvatten zijn: RTMP 81.010.001, in 1978 gevonden door amateurpaleontoloog Maurice Stefanuk; RTMP 85.098.001, gevonden door Stefanuk op 16 juni 1985 en het meest complete skelet, waarvan op 9 juli echter door een zekere John Merkel de schedel in een daad van vandalisme vernield werd; RTMP 86.64.001, gevonden in december 1985 maar zwaar beschadigd geraakt toen in 1986 het gipsblok met de schedel erin te pletter viel; RTMP 86.205.001, haastig in 1986 geborgen onder gericht geweervuur van de eigenaresse van het land, Helene Lowen; RTMP 97.058.0001, gevonden in 1996, maar na half opgegraven te zijn grotendeels vernield of gestolen door toeristen; en CMN 11315. Al deze exemplaren zijn in mindere of meerdere mate fragmentarisch. Bij specimen TMP 1994.186.0001, op zich slechts bestaande uit wat ribben en een sprongbeen, zijn huidafdrukken gevonden. 
In 1997 lukte het Currie na veel speurwerk om de locatie van Browns vindplaats van 1910 te bepalen, in het Dry Island Buffalo Jump Provincial Park. In opgravingen tot en met 2008 werd vastgesteld dat er minstens twaalf en vermoedelijk ruim zesentwintig verschillende individuen aanwezig waren, geïnventariseerd onder de nummers AMNH 5218-5235. Een totaal van 1128 Albertosaurus-beenderen werd geborgen. Het meeste hiervan bestaat uit resten van de ledematen, maar specimen AMNH 5218 vertegenwoordigt een completer skelet met onderkaken. De opeenhoping van exemplaren is de grootste die van enige theropode uit het Krijt is aangetroffen.
Goed te dateren vondsten die zeker van Albertosaurus zijn, komen allemaal uit de Horshoe Canyon Formation van Canada en zijn tussen de 70,4 en 68,4 miljoen jaar oud. Albertosaurus is ook uit lagen van het late Maastrichtien gemeld en uit zuidelijker gebieden in de Verenigde Staten van Amerika, zoals Montana, Wyoming en New Mexico, wat het bereik in ruimte en tijd aanzienlijk zou vergroten, maar de identificatie is in die gevallen zeer onzeker. Een ruimer bereik is ook het resultaat als men Gorgosaurus met Albertosaurus samenvoegt.

### Soortenlijst
Het ingewikkelde proces van naamgeving kan worden samengevat in een soortenlijst:
- Albertosaurus sarcophagus Osborn 1905: geldige typesoort van Albertosaurus, = Deinodon sarcophagus (Osborn 1905) Matthew & Brown 1922, = Dryptosaurus sarcophagus (Osborn 1905) Kuhn 1989
- Albertosaurus arctunguis Parks 1928: jonger synoniem van A. sarcophagus, = Deinodon arctunguis (Parks 1928) Kuhn 1939
- Albertosaurus periculosus Riabinin 1930: wellicht Tarbosaurus, = Deinodon periculosus (Riabinin 1930) Kuhn 1965, = Alectrosaurus periculosus (Riabinin 1930) Olshevsky 1991, = Jenghizkhan periculosus (Riabinin 1930) Olshevsky 1995, = ?Tarbosaurus periculosus (Riabinin 1930) Olshevsky 1995
- Albertosaurus incrassatus (Cope 1876) Huene, 1932: nomen dubium, = Laelaps incrassatus Cope 1876, = Dryptosaurus incrassatus (Cope 1876) Hay 1902
- Albertosaurus libratus (Lambe 1914) Russell 1970: wellicht geldige soort van Albertosaurus, wellicht apart geslacht, = Gorgosaurus libratus Lambe 1914
- Albertosaurus sternbergi (Matthew & Brown 1922) Russell 1970: jonger synoniem van Gorgosaurus libratus, = Gorgosaurus sternbergi Matthew & Brown 1922
- Albertosaurus lancensis (Gilmore 1946) Russell 1970: wellicht apart geslacht Nanotyrannus, wellicht Tyrannosaurus, = Gorgosaurus lancensis Gilmore 1946, = Nanotyrannus lancensis (Gilmore 1946) Bakker, Williams & Currie 1988
- Albertosaurus megagracilis Paul 1988: = Tyrannosaurus, = Dinotyrannus megagracilis (Paul 1988) Olshevsky 1995
- Albertosaurus olseni (Gilmore 1933) Paul 1988: jonger synoniem van Alectrosaurus olseni Gilmore 1933
- Albertosaurus novojilovi (Maleev 1955) Mader & Bradley 1989: = Tarbosaurus, = Gorgosaurus novojilovi Maleev 1955

## Beschrijving

### Algemene bouw en grootte

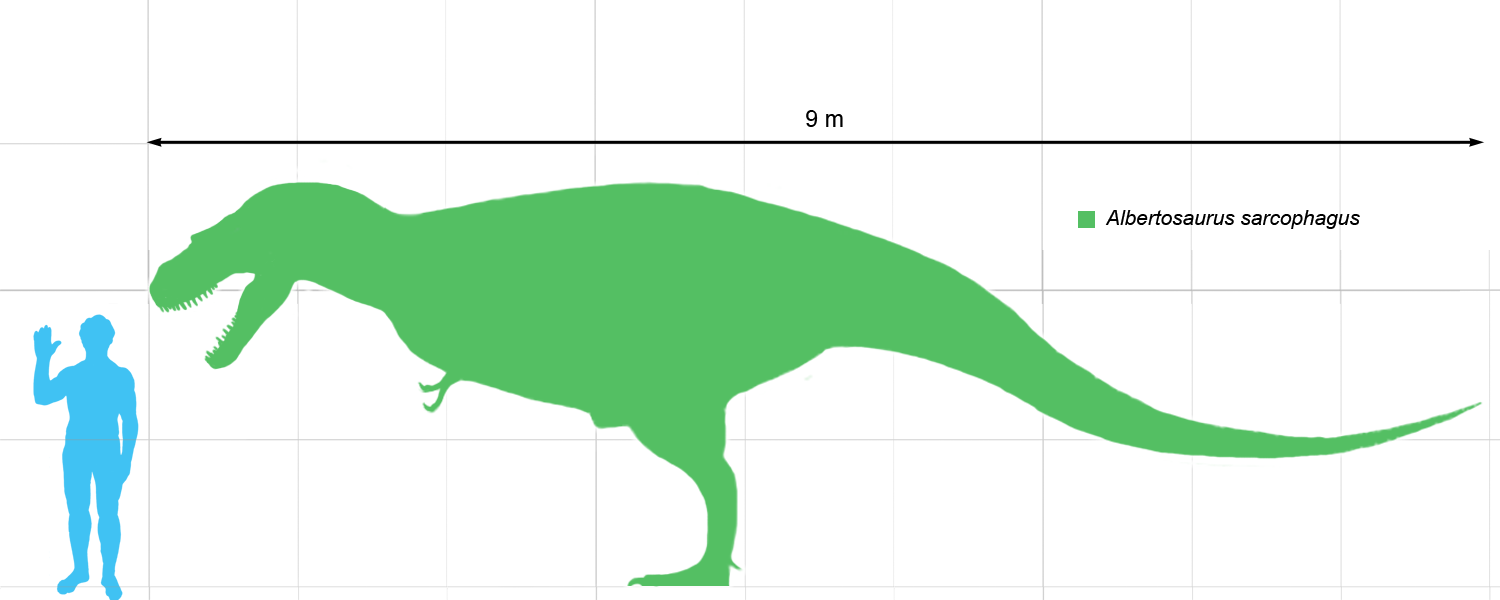
Een albertosaurus van negen meter lang vergeleken met een mens

Albertosaurus is een grote tweevoetige roofsauriër, waarvan de horizontale romp in evenwicht gehouden werd door de staart. Specimen ROM 807, het door Parks beschreven holotype van Albertosaurus arctunguis, is niet alleen een van de meest volledige, maar ook een van de grootste exemplaren. Michael Mortimer schatte in 2010 de lengte ervan op 8,6 meter, het gewicht op tweeënhalve ton. Door het ontbreken van de schedel is dit echter een extrapolatie, geen exacte meting. Currie heeft de maximumlengte van een van de door hem bestudeerde exemplaren van Dry Island ruwweg aangegeven als tien meter. Dit is echter een extrapolatie uit een enkel teenkootje, het derde van de derde teen, met een lengte van negenennegentig millimeter. Mortimer schatte hetzelfde exemplaar op 8,7 meter.
In het algemeen lijkt Albertosaurus sterk op de eerdere Gorgosaurus. In beide gevallen gaat het om grote theropoden met een wat rechthoekige kop, kleine voorpoten en lange achterpoten. De gelijkenis kan echter ten dele een illusie zijn, veroorzaakt door het feit dat de meer fragmentarische vondsten van Albertosaurus naar het model van de betere bekende Gorgosaurus zijn gerestaureerd, aangevuld en opgebouwd — wat nog in de hand werd gewerkt doordat de geslachten een generatie lang als één werden gezien. Omdat de lengte van Gorgosaurus meestal wordt aangegeven als acht meter, heeft Curries bepaling van de maximumlengte van Albertosaurus op tien meter tot de perceptie geleid dat de laatste de grotere van de twee is; dit werd door Currie zelf ook als een onderscheidend kenmerk gezien. In feite is van Gorgosaurus een specimen bekend dat veel zekerder rond de tien meter lang was en zijn de exemplaren van Albertosaurus gemiddeld wat korter en eleganter gebouwd dan die van Gorgosaurus, met relatief langere achterpoten.

### Onderscheidende kenmerken
Kenmerken waarin Albertosaurus zich van Gorgosaurus onderscheidt, zijn zowel gegeven door Carr, die overigens van een A. libratus spreekt, als door Currie. Carr stelde in 1996 en 2005 de volgende verschillen vast. Het aantal maxillaire tanden is kleiner: twaalf tegenover dertien à vijftien. Onder de fenestra maxillaris is de bovenrand van de uitholling voor de fenestra antorbitalis niet ingekeept. De beenstijl tussen de fenestra maxillaris en de fenestra antorbitalis is smal. Het neusbeen raakt aan de binnenzijde het voorhoofdsbeen met een langgerekt uitsteeksel. Het uitsteeksel van het neusbeen dat het voorhoofdsbeen aan de buitenzijde raakt is kort. De voorste randen van de voorhoofdsbeenderen vormen aan weerszijden van de middenlijn gepaarde tongvormige uitsteeksels. Het bovenvlak van het zijuitsteeksel van het voorhoofdsbeen is bol. Het onderste raakvlak van het quadratojugale met het jukbeen steekt onder een scherpe hoek schuin naar voren en boven. De bovenste tak van het quadratojugale heeft aan het bovenste uiteinde een flensvormig naar voren gericht uitsteeksel. Het postorbitale heeft een bult waarvan de opstaande bovenrand aan de achterkant ligt. De groeve voor het bovenste slaapvenster loopt door over de buitenzijde van het squamosum en vormt daar een lipvormige richel. De hersenpan is relatief robuust. In de hersenpan heeft het os basioccipitale een opening in een diepe groeve. Een pneumatische uitholling in de onderste zijkant van het os basioccipitale heeft een onderste rand die doorboord is door een kleine opening. Het verhemeltebeen heeft een grote achterste pneumatische opening. De crista cnemialis aan de bovenkant van het scheenbeen heeft aan de buitenste zijkant een naar beneden en zijwaarts gericht raakvlak met het kuitbeen.
Currie gaf in 2003 de volgende aanvullende kenmerken. De meeste exemplaren hebben meer en diepere putten in het verhemelte waar de punten van de tanden van de onderkaak in passen. Het traanbeen past bovenaan niet in een uitholling van het voorhoofdsbeen en lijkt in dit opzicht meer op dat van Tyrannosaurus dan Gorgosaurus. Het prefrontale wordt door het traanbeen en het voorhoofdsbeen grotendeels van het bovenoppervlak van de schedel gedrongen. De hersenpan is breder dan lang, terwijl bij Gorgosaurus het omgekeerde het geval is. De knobbel op het achterhoofd, de condylus occipitalis, wijst meer naar beneden. De twee elementen die mede die knobbel vormen, het os exoccipitale en het os basioccipitale, raken elkaar in een schuine beennaad.
Mortimer wees in 2010 op nog een onderscheidend kenmerk ten opzichte van Gorgosaurus en Daspletosaurus: bij sommige exemplaren heeft de eerste tand van de onderkaak een D-vormige doorsnede, net als bij de tanden in de voorste snuit.

### Skelet

#### Schedel en onderkaken

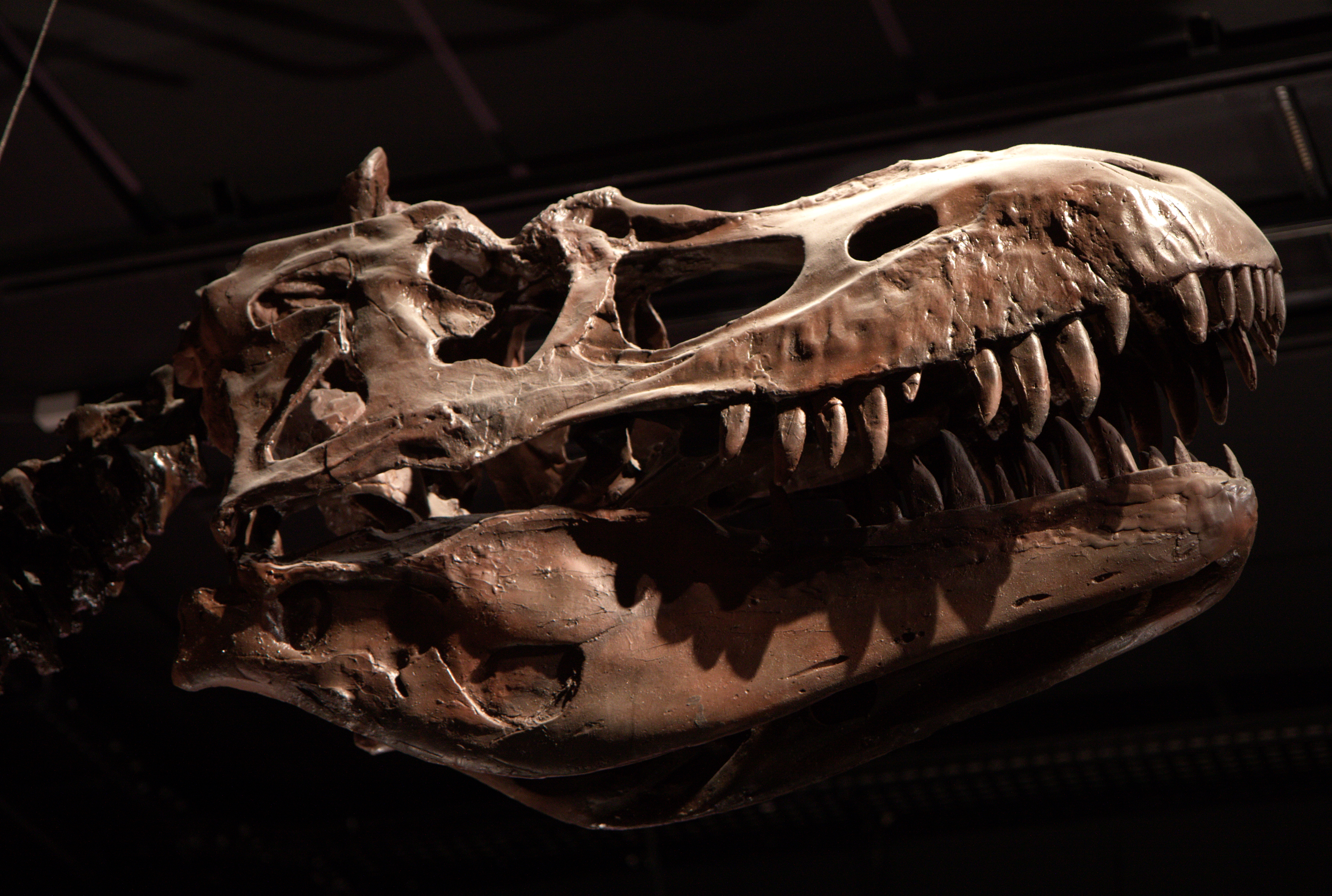
De schedel van Albertosaurus is achteraan vrij plat

Doordat er geen enkele gave schedel bekend is, valt de precieze vorm ervan lastig te typeren. Het kan zijn dat in vergelijking met Gorgosaurus de snuit stomper is, met een kleiner neusgat en bovenop wat boller met ruwere richels in de lengterichting. De achterkant van de schedel lijkt vrij kort en plat. Dat de achterhoofdknobbel meer naar beneden gericht is dan bij Gorgosaurus, wijst erop dat de hele schedel vooraan meer afhing, net als bij Tyrannosaurus en Tarbosaurus. 

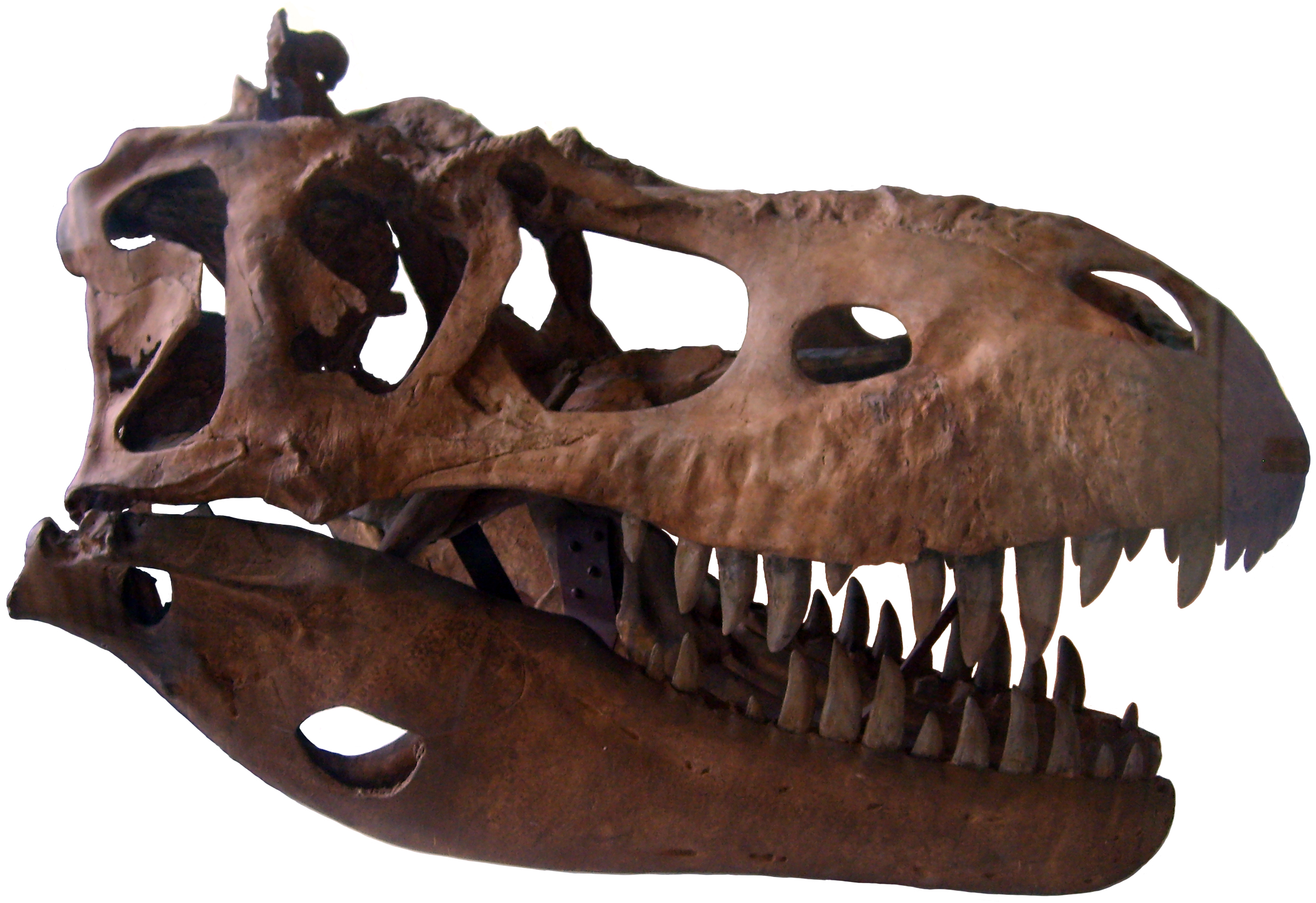
Het postorbitale uitsteeksel op de achterrand van de oogkas heeft onderaan een ronde inkeping

De voorkant van de snuit wordt aan iedere zijde gevormd door een praemaxilla die vier tanden draagt. De zijkanten bestaan uit de maxillae of bovenkaaksbeenderen, de belangrijkste tanddragende botten van de bovenkaak. Daarin staan volgens Currie twaalf tot veertien tanden. In de onderkant van de interne zijvleugel van het bovenkaaksbeen bevinden zich over de volle lengte van de tandenrij uithollingen voor de punten van de tanden van de onderkaak. De neusbeenderen hebben achteraan een W-vormige beennaad met de voorhoofdsbeenderen; de middelste punt van de 'W' steekt verder naar achteren dan de buitenste takken. Het traanbeen is niet hoog wat de hele oogkas vrij laag maakt. Het heeft bovenaan ook een vrij kleine achterste tak die niet in het voorhoofdsbeen steekt. Het hoorntje op het traanbeen steekt vrij recht naar boven. De oogkas wordt van achteren sterk ingesnoerd door een lang uitsteeksel van het postorbitale; het oog zelf bevond zich hier boven. Dit uitsteeksel heeft bovenaan een opvallende scherpe richel die naar achteren over het hoofdlichaam van het postorbitale doorloopt. Aan de voorkant is het uitsteeksel ruw wat duidt op de aanwezigheid van een pees of een kraakbeenplaat die het oog ondersteunde; bij verschillende exemplaren van Gorgosaurus is deze verbeend. Onder het uitsteeksel bevindt zich een ronde inkeping. Het squamosum en het quadratojugale zijn stevig verbonden en hun vergroeiing raakt vooraan tot aan de opgaande tak van het jukbeen zodat het onderste slaapvenster in wezen in twee kleinere vensters verdeeld wordt. Onder op de hersenpan zijn de uitsteeksels van de tubercula basilaria vrij kort. De foramina van het basisfenoïde liggen ieder in een aparte groeve. Het verhemeltebeen heeft twee of meer zijopeningen. 
De onderkaak is krachtig maar achteraan niet zo hoog en steil als bij de grootste exemplaren van Gorgosaurus. Het dentarium van de onderkaak draagt één of twee tanden meer dan er in het bovenkaaksbeen staan, dus dertien tot zestien. Het maximale aantal tanden in de kop bedraag daarmee achtenzestig, het minimale aantal achtenvijftig. Een onderzoek uit 2010 toonde aan dat de tanden in wezen hetzelfde gebouwd waren als die van de veel grotere Tyrannosaurus rex met een dikte en kromming die bedoeld waren om de bijtkracht te optimaliseren. Wel waren de onderlinge afstand, dikte en relatieve grootte van de tanden in de middelste onderkaak fundamenteel anders omdat die van Albertosaurus moesten aansluiten bij een meer gelijkmatige tandenrij van de bovenkaak, terwijl de maxillaire tanden van Tyrannosaurus rex vooraan extreem uitsteken en de tegenoverliggende tanden van de onderkaak daarom in staat moesten zijn meer verticale krachten te weerstaan. Een ander onderzoek liet zien dat de tanden van Albertosaurus subtiel maar significant van die van Gorgosaurus verschilden in hun proporties en het aantal vertandingen op de snijrand dat bij de eerste vorm overigens gemiddeld iets minder dan drie per strekkende millimeter bedraagt.

#### Postcrania

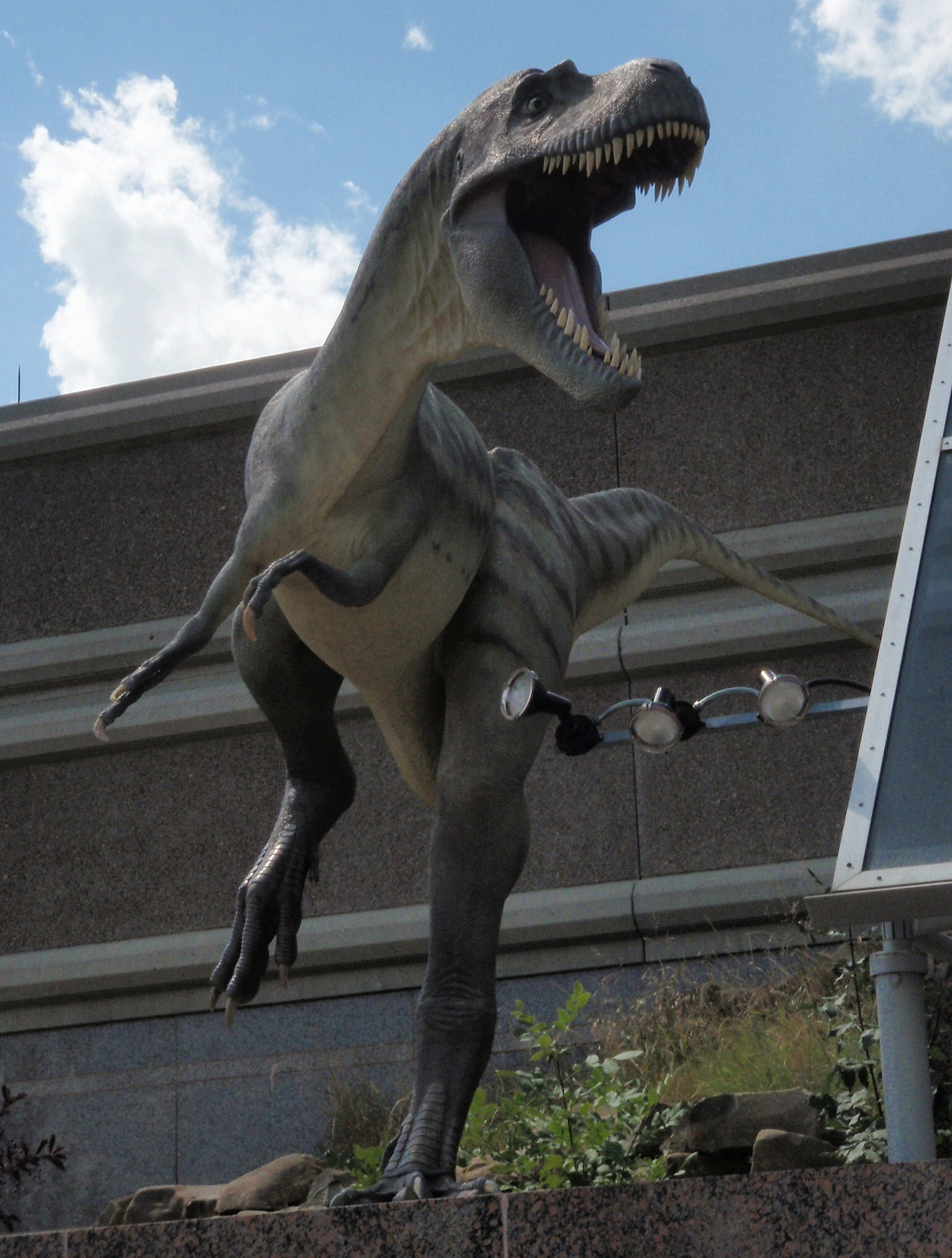
Albertosaurus had een atletisch gebouwde romp

De wervelkolom bestaat uit tien halswervels, dertien ruggenwervels, vijf sacrale wervels en minstens vijfendertig staartwervels. 
De halswervels zijn tamelijk kort met vrij spitse doornuitsteeksels; die laatste zijn ook niet al te breed bij de ruggenwervels en hetzelfde geldt voor de spinae van de staart die daarbij uitgerust is met vrij slanke chevrons. Als geheel is de nek echter niet zeer gedrongen, slechts iets korter dan de romp vóór het bekken.
In de schoudergordel is het schouderblad vrij elegant met een licht gebogen slanke schacht die pas vlak bij het bovenste uiteinde flink verwijdt, vooral naar boven toe, uitlopend in een bolle bovenkant. Onderaan is de processus acromialis niet zeer lang. Het opperarmbeen is erg kort maar heeft wel een stevige deltopectorale kam zodat er nog wat kracht mee kon worden uitgeoefend. De armelementen waar die kracht op kon inwerken, zijn echter uitgesproken gedegenereerd. De onderarm heeft maar de helft van de lengte van de bovenarm en komt zo uit op een magere tien centimeter bij een dier van acht meter lang. De pols heeft vijf elementen: drie bovenste en twee onderste carpalia. De derde vinger is verdwenen; een rudimentair derde middenhandsbeen is alles wat ervan over blijft maar dat is wel langer dan het eerste. De twee nog wel aanwezige vingers zijn zeer tenger en zelfs de duimklauw is onaanzienlijk. Het eerste kootje van de duim is echter nog steeds langer dan het tweede middenhandsbeen. De handklauwen zijn vrij scherp, anders dan bij Tyrannosaurus rex. De formule van de vingerkootjes is 2-3-0-0-0.
Het bekken is een plattere structuur dan bij Gorgosaurus. Het darmbeen is korter en rechter: vooraan lager en achteraan hoger en recht afgesneden. Het schaambeen staat schuin naar voren met een rechte schacht die in een geleidelijke kromming uitloopt in een enorme 'voet' waarvan het voorste uitsteeksel ver voorbij de afhangende punt van het voorblad van het darmbeen reikt; dit maakt de hele buikholte kleiner. Het zitbeen is tamelijk kort en recht en steekt vrij vlak naar achteren.
Het dijbeen is recht. Het scheenbeen heeft bovenaan een opvallend grote kam als aanhechting voor de strekkende spier van de voet, de crista cnemialis op de zijkant waarvan de plots verwijdende bovenkant van het kuitbeen in een nogal achterwaartse positie geplaatst is. De voet is lang, vooral door verlengde tenen die vrij platte voetklauwen dragen, aangepast aan een rennende functie.

## Fylogenie
Osborn gaf in 1905 voor Albertosaurus geen nauwere bepaling dan de Theropoda; er bestond indertijd een grote onzekerheid over de verdere indeling van zulke theropoden. Matthew plaatste hem in 1923 in de Deinodontidae; tegenwoordig wordt voor die groep de naam Tyrannosauridae gebruikt omdat men Deinodon zelf een nomen dubium acht te zijn. In de jaren negentig werd Albertosaurus meestal in de nauwere Tyrannosaurinae ondergebracht, in 2003 schiep Currie er een eigen Albertosaurinae voor.
Een mogelijke positie van Albertosaurus in de stamboom laat het volgende kladogram zien:
|  | Albertosaurus |
|  |               |
|  | Gorgosaurus   |
|  |               |

|  | Daspletosaurus                                                |
|  |                                                               |
|  | \| \| Tarbosaurus \| \| \| \| \| \| Tyrannosaurus \| \| \| \| |
|  |                                                               |
|  | Tarbosaurus                                                   |
|  |                                                               |
|  | Tyrannosaurus                                                 |
|  |                                                               |

|  | Tarbosaurus   |
|  |               |
|  | Tyrannosaurus |
|  |               |

|  | Daspletosaurus                                                |
|  |                                                               |
|  | \| \| Tarbosaurus \| \| \| \| \| \| Tyrannosaurus \| \| \| \| |
|  |                                                               |
|  | Tarbosaurus                                                   |
|  |                                                               |
|  | Tyrannosaurus                                                 |
|  |                                                               |

|  | Tarbosaurus   |
|  |               |
|  | Tyrannosaurus |
|  |               |

|  | Albertosaurus |
|  |               |
|  | Gorgosaurus   |
|  |               |

|  | Daspletosaurus                                                |
|  |                                                               |
|  | \| \| Tarbosaurus \| \| \| \| \| \| Tyrannosaurus \| \| \| \| |
|  |                                                               |
|  | Tarbosaurus                                                   |
|  |                                                               |
|  | Tyrannosaurus                                                 |
|  |                                                               |

|  | Tarbosaurus   |
|  |               |
|  | Tyrannosaurus |
|  |               |

|  | Daspletosaurus                                                |
|  |                                                               |
|  | \| \| Tarbosaurus \| \| \| \| \| \| Tyrannosaurus \| \| \| \| |
|  |                                                               |
|  | Tarbosaurus                                                   |
|  |                                                               |
|  | Tyrannosaurus                                                 |
|  |                                                               |

|  | Tarbosaurus   |
|  |               |
|  | Tyrannosaurus |
|  |               |

Het wordt wel verondersteld dat Albertosaurus de directe nakomeling is van Gorgosaurus en zelfs dat het zo gaan om een doorlopende populatie, een chronospecies die het zo'n tien miljoen jaar zou hebben uitgehouden, ongeveer van 77 tot 67 miljoen jaar geleden. Het is echter niet mogelijk dit direct in de aardlagen te volgen daar er een hiaat van vier miljoen jaar zit tussen de laatste bekende exemplaren van Gorgosaurus en de eerste van Albertosaurus. In die tijd kunnen zich weer afsplitsingen hebben voorgedaan. Rond 67 miljoen jaar geleden lijkt Albertosaurus te zijn uitgestorven zonder nakomelingen achter te laten.

## Levenswijze

### Leefgebied

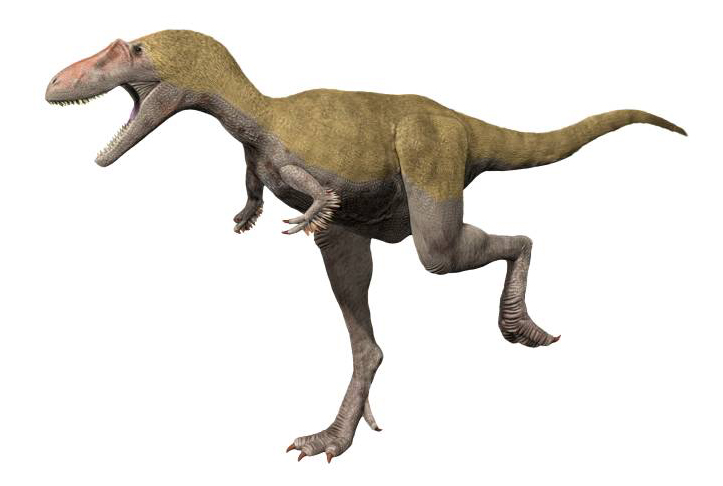

Het gebied waar Gorgosaurus leefde, lag vrij noordelijk en kenmerkte zich door warme zomers en koele winters. In het landschap groeiden halfopen naaldwouden van Cupressaceae. In het tijdsinterval waarin Albertosaurus te vinden valt, ongeveer zeventig tot achtenzestig miljoen jaar geleden, trad er een klimaatsverandering op, wellicht doordat de zeeën zich terugtrokken: het begon meer te regenen en de wouden werden dichter. Tegelijkertijd veranderde ook de fauna: planteneters als de Centrosaurinae werden vervangen door Chasmosaurinae en binnen de Euornithopoda werd Edmontosaurus vervangen door Hypacrosaurus terwijl Saurolophus en Parksosaurus verschenen. Als roofdier was Albertosaurus meer een generalist en kon zich kennelijk ondanks de verschuiving in het prooibestand handhaven. Door zijn elegante bouw met zwaargespierde lange achterpoten was Albertosaurus een zeer snelle rover waarvan zelfs volwassen exemplaren vrij zeker een vijftig kilometer per uur konden halen. Dat maakte hem uiterst geschikt om op de wat lichtere euornithopoden te jagen. Andere grote roofdieren waren er kennelijk niet: de uit oudere lagen bekende forsere Daspletosaurus is in de Horshoe Canyon Formation niet meer terug te vinden. Albertosaurus was dus de apexpredator van zijn habitat. Van de in deze periode steeds zwaarder wordende chasmosaurine Ceratopia was hij de enige jager, maar aan deze rol paste hij zich niet aan door zelf tot een grotere vorm te evolueren. Het kan zijn dat de chasmosaurinen profiterend van de lagere jachtdruk de dominante planteneters werden, waarna Albertosaurus door de veel zwaardere rover Tyrannosaurus, die dergelijke soorten wel kon bejagen, werd verdrongen en rond 67 miljoen jaar geleden uitstierf. Dit mogelijke proces is in de aardlagen echter niet precies te volgen en de resten van chasmosaurinen zijn in feite in de jongere lagen van de Horshoe Canyon Formation zeldzaam en fragmentarisch.
Overigens waren de bijtkrachten die Albertosaurus kon uitoefenen in absolute zin aanzienlijk; Miriam Reichel vond via een computersimulatie in 2010 een kracht van 1536 newton voor de premaxillaire tanden, 2143 N voor de voorste maxillaire tanden en 3413 N voor de achterste maxillaire tanden. Dit is echter ongeveer een kwart minder dan bij Tyrannosaurus rex. De voorste tanden waren bij beide taxa het meest geschikt om een diepe hap te nemen; die van het bovenkaaksbeen konden ook sterke zijwaartse krachten weerstaan om een rukkende beweging te maken en te voorkomen dat ze los kwamen te zitten door het spartelen van de prooi. De achterste tanden werkten meer als een klem, om een kleinere prooi klemvast te zetten.

### Groei

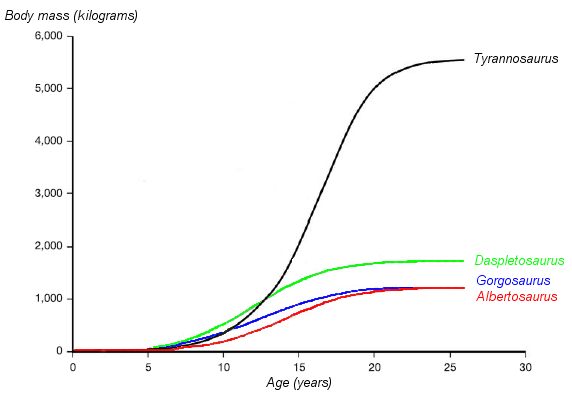
De groeicurve van Albertosaurus in het rood

De op Dry Island gevonden exemplaren omvatten ook jonge dieren wat het mogelijk maakt een groeireeks op te stellen. Carr stelde in 2010 een aantal ontwikkelingsfasen vast. Bij de jongste gevonden dieren zijn de neusbeenderen onvolkomen vergroeid. In een latere fase vergroeien die sterker waarbij ze elkaar niet meer simpel met de bovenranden raken maar meer met de binnenste zijkanten; daarbij verschuift een uitholling op de buitenste zijkant meer naar boven. In nog ouder exemplaren raakt het verhemeltebeen gepneumatiseerd en schuiven de pneumatische openingen daarin meer naar voren toe, van de achterrand weg. Bij de oudste exemplaren is dat nog sterker het geval en daarbij verruwt het bovenvlak van het verhemeltebeen en de verticale tak daarop groeit zowel naar boven als naar beneden uit.
Ook de tandvorm veranderde door de rijping. Bij jonge dieren zijn de tanden smaller en het aantal vertandingen per millimeter op de snijrand ligt hoger doordat deze denticulae in absolute zin kleiner zijn — maar ten opzichte van de grootte van de tand als geheel is hun omvang juist groter dan bij volwassen dieren bij welke de vertandingen dus per tandwisseling de toeneming van de omvang van de tanden niet bijhouden. De verschillen zijn zo sterk dat als het niet door de opeenhoping van skeletten bijna zeker was dat de vele gevonden losse tanden aan één soort toebehoorden, een statistische analyse tot de foute conclusie geleid zou hebben dat de twee tandvormen ook aan twee aparte taxa toebehoorden.
Door statistische analyse was het ook mogelijk de levensverwachting te bepalen. Die was, althans na het overleven van een hoge jeugdsterfte van heel jonge dieren die niet zijn teruggevonden, de eerste jaren vrij goed met een jaarlijkse sterfte van 3,47% tussen het tweede en dertiende levensjaar. Daarna liep de gemiddelde sterfte op tot 19,5% per jaar; het oudst gevonden dier was achtentwintig. Voor dieren die hun tweede verjaardag haalden, was de gemiddelde levensverwachting 15,19 jaar; vijftien jaar was ook de modus van de populatieverdeling. De hoge sterfte na het vijftiende jaar werd vermoedelijk veroorzaakt door de hoge energiekosten en risico's van de voortplanting. Weinig individuen zullen zo de dertig gehaald hebben en dat maakt het weer waarschijnlijk dat tegen die leeftijd ook sterke veroudering optrad.
Levensloop en groeisnelheid hingen noodzakelijkerwijs nauw samen. Tegen het bereiken van de geslachtsrijpe leeftijd, rond de vijftien jaar, was er een groeispurt, zij het dat die niet zo sterk was als bij Tyrannosaurus die tot een ware reus uitgroeide. Na het vijftiende jaar vlakte de groei snel en sterk af.
In 2021 concludeerde een studie dat de dieren grotere prooien begonnen te bejagen als ze een onderkaaklengte van achtenvijftig centimeter bereikten.

### Sociaal gedrag

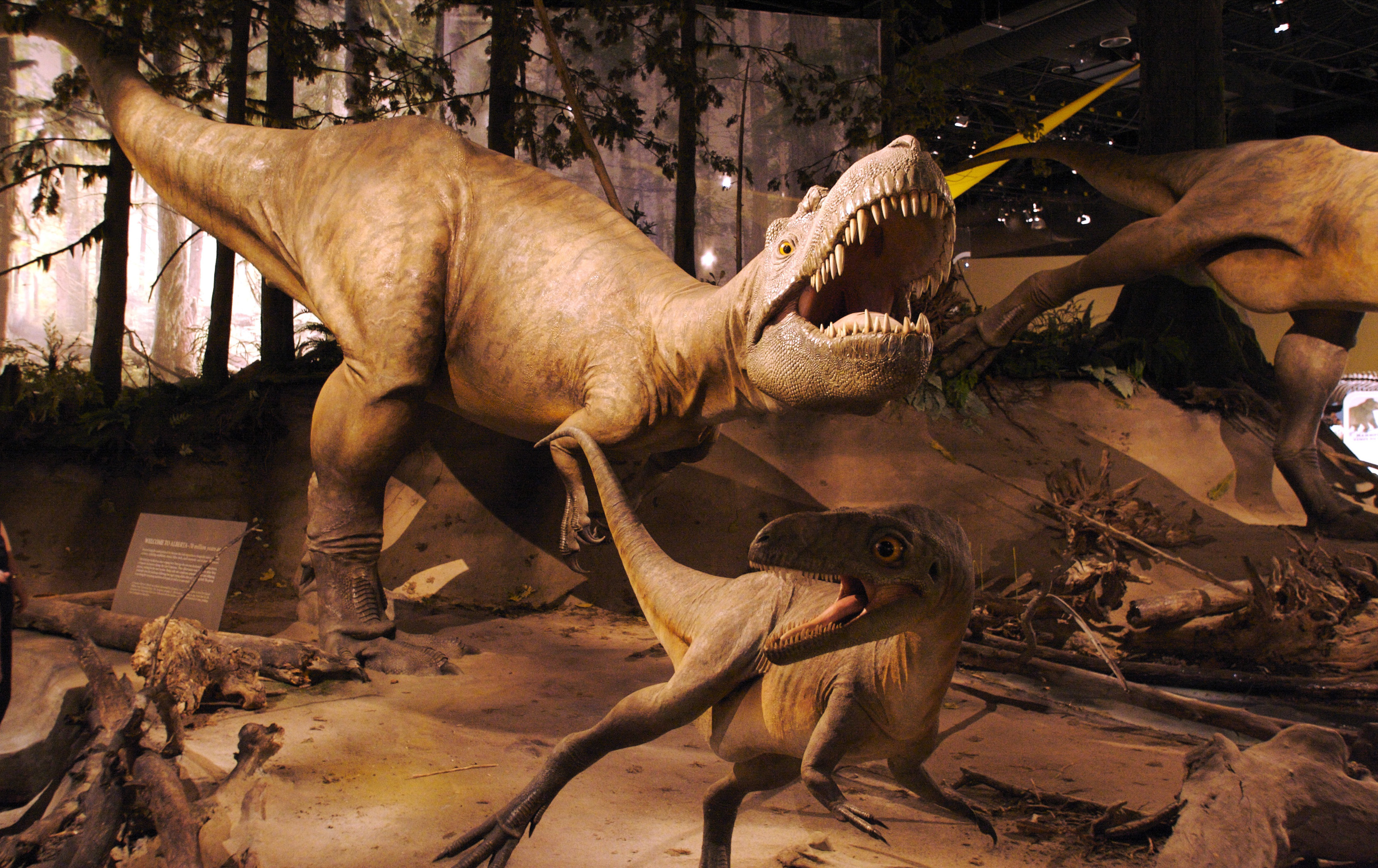
Het is maar de vraag of Albertosaurus in groepen joeg zoals deze bronzen beelden uitbeelden, ontworpen door Brian Cooley in 2007

De bepaling van de levensverwachting ging ervan uit dat de op Dry Island gevonden overleden exemplaren representatief waren voor de normale sterfte per jaar. Zouden ze namelijk daarentegen de feitelijke leeftijdsopbouw in een gegeven jaar weerspiegelen dan kon die geen stabiele situatie vertegenwoordigen omdat er een piek was, dus met grotere jaarcohorten, rond het vijftiende levensjaar. Het is dus onwaarschijnlijk dat de gebeurtenis die tot de opeenstapeling van skeletten leidde, neerkwam op een willekeurige steekproef uit de populatie. Uit onderzoek bleek dat de exemplaren waren bewaard in dikke lagen sediment die waren afgezet tijdens een overstroming, vermoedelijk in een zandbank van een landtong die uitstak in een rivierbocht. Men zou nu verwachten dat zo'n overstromingsramp juist wel een vrij willekeurige selectie uit de populatie zou opleveren. Er zijn verschillende verklaringen denkbaar waarom dit toch niet gebeurde. Eén mogelijkheid is dat de karkassen door het water op grootte geordend zijn. Bij een afneming van de stroomsnelheid zullen de zwaarste het eerst afzinken en de kleinste het laatst. De landtong zou dan een relatief toevallige plek zijn waar door een vertraging van het water zo'n opeenhoping van dieren van dezelfde grootte geconcentreerd werd, in dit geval van middelzware exemplaren. Een andere verklaring is dat jongere dieren een grotere kans hadden de overstroming te overleven. Currie ging in 2000 uit van een derde interpretatie: de leeftijdsopbouw zou die van een jachtgroep geweest zijn die in haar geheel verdronk. Albertosaurus zou dus een sociale soort zijn geweest met een vrij complex sociaal gedrag.
Vanaf de jaren zeventig was het steeds populairder geworden om voor dinosauriërs een vrij hoog niveau van sociaal gedrag aan te nemen. Net als de moderne zoogdieren zouden ze in kudden en roedels geleefd hebben. Eind jaren negentig was er echter ernstige twijfel gerezen over deze hypothese. Mesozoïsche dinosauriërs hadden relatief minder herseninhoud dan de huidige zoogdieren zodat ze de intelligentie leken te missen voor ingewikkelde gedragspatronen. Daarbij waren ze in staat zoveel eieren te leggen dat het voor de hand lag dat ze een k-strategie toepasten in de voortplanting: ze zetten dan een zo groot mogelijk nageslacht op de wereld om dat daarna aan zijn lot over te laten. Een belangrijke functie van het leven in groepen: het beschermen van jonge dieren, zou dan overbodig zijn geweest. Currie was een van de onderzoekers die desalniettemin vasthielden aan de gedachte dat dinosauriërs groepen vormden. In de vindplaats van Dry Island zag hij een voor theropoden zeldzame bevestiging van zijn opvattingen. De concentratie van ruim twee dozijn skeletten van één soort leek hem een duidelijke aanwijzing voor het bestaan van een jachtgroep. Als de volwassen dieren ieder afzonderlijk grote  territoria van enkele honderden vierkante kilometers vormden — of zelfs duizenden als ze een hoge stofwisseling hadden — waren ze nooit zo opeengehoopt. Het leven in roedels zou ook een mooie aanpassing zijn aan het bejagen van de grote gehoornde chasmosaurinen, die door individuele dieren lastig te bedwingen zouden zijn geweest.
In 2010 kwam Currie ten dele op deze hypothese terug. Hij gaf toe dat de concentratie aan individuen ook veroorzaakt zou kunnen zijn geweest door het opdringen van een langzaam stijgende waterspiegel — hoewel hij het wegens een gebrek aan bijtsporen onwaarschijnlijk achtte dat de dieren elkaar daarna zouden hebben afgeslacht, zoals Brian Roach in 2007 suggereerde. Daarbij was het mogelijk dat groepen zich tijdelijk vormden, zonder veel sociale structuur of samenwerking, bijvoorbeeld als reactie op een toevallige concentratie van trekkende prooidieren. Aan de andere kant bleef Currie het bestaan van een jachtgroep plausibel vinden, vooral omdat er vrij sterke aanwijzingen bestaan dat plantenetende dinosauriërs in kudden leefden, hoewel hun intelligentie vermoedelijk lager lag dan die van roofsauriërs.
Als de opeenhoping op Dry Island een jachtgroep vertegenwoordigt, is de leeftijdsopbouw vreemd. Er bevinden zich jonge dieren onder. Hun aantal is echter relatief te klein om aan te nemen dat ze een complete te beschermen jongere generatie voorstelden. Currie opperde dat de jongere dieren apart leefden, onder hoede van een enkel vrouwtje, waarbij zich specialiseerden in het vangen van een lichtere prooi. Bij het ouder worden sloten ze zich geleidelijk bij groepen volwassen dieren aan. Volgens hem is het mogelijk dat ze daarbij met de volwassenen samenwerkten door de prooi op te jagen terwijl de grote dieren in hinderlaag lagen.